# Alberto Grifi
Alberto Grifi (Roma, 29 maggio 1938 – Roma, 22 aprile 2007) è stato un regista, pittore, montatore e inventore italiano, considerato uno dei più significativi esponenti del cinema sperimentale italiano.

## Biografia
Muove i primi passi nella sperimentazione cinematografica nell'officina del padre, il quale costruiva truke e macchine da presa speciali. Esordisce filmando, insieme a Beppe Lenti, l'opera teatrale Cristo '63 di Carmelo Bene che però viene censurata e la registrazione, sequestrata dalla polizia, è da considerarsi perduta. Nel 1964, insieme a Gianfranco Baruchello, produce il film Verifica incerta che, mediante un detournement dadaista, scompone e ricompone centocinquantamila metri di pellicole cinemascope, destinate al macero, di celebri film hollywoodiani e una copia de Il deserto rosso di Michelangelo Antonioni. L'opera sperimentale fu presentata per la prima volta a Parigi nel 1965 alla presenza di artisti quali Man Ray, Marcel Duchamp (al quale l'opera è dedicata), Max Ernst e John Cage; proprio grazie all'interessamento di Cage l'opera fu presentata e introdotta da quest'ultimo al MoMA e al Guggenheim di New York. Nel 1965 inizia a girare In viaggio con Patrizia, film-viaggio nella poesia fonetica di Patrizia Vicinelli, sua compagna negli anni sessanta, presentato una prima volta a Salerno nel 1995 con con le musiche di Paolo Fresu, viene successivamente selezionato, postumo, al Festival del cinema di Roma del 2007 nella sezione "Extra". Del 1967 è No stop grammatica, film che testimonia l'happening di 12 ore Grammatica No Stop Teatro, organizzato il 2 marzo 1967 alla Libreria Feltrinelli di Via del Babuino a Roma da Achille Perilli con Nanni Balestrini; il film presenta una colonna sonora composta da scarti di pellicola recuperati e distribuiti tra i partecipanti e poi montati casualmente utilizzando il medesimo metodo adoperato in Verifica incerta.
Negli anni sessanta frequenta il teatro sperimentale di Aldo Braibanti, esperienza testimoniata in opere come Transfert in Camera verso Virulentia (1967), una ripresa dei tableau vivant organizzati da Braibanti con l'ausilio di effetti ottici speciali mediante lenti, prismi e specchi che distorcevano le immagini creando un effetto quasi psichedelico, "usati come vie di percezione nuove eppure antichissime, quasi che il cameraman tornasse a guardare il mondo come pesce, anfibio, rettile, infine mammifero".
Ha ideato e usato negli anni settanta un particolare vidigrafo, sulla base del Kinescope sviluppato alla fine degli anni venti, in grado di trascrivere su pellicola le riprese fatte sul nastro di una videocassetta creandolo con i pezzi di una moviola comprata a Porta Portese, nonché il macchinario lavanastri per la rigenerazione dello stato fisico dell'emulsione dei nastri analogici e la restituzione su supporto digitale, una struttura specificatamente progettata per restaurare videonastri incisi negli anni sessanta-settanta. È del 1970 Non soffiare nel narghilè, un'intervista rilasciata alla BBC dove racconta la prima comune hippy d'Italia fondata dal poeta e giornalista Carlo Silvestri nel comune di Terrasini in Sicilia. Nel 1972 gira Vigilando reprimere, la cui sceneggiatura è in collaborazione con Annabella Miscuglio, film distopico rappresentante una società futuristica dominata dal controllo e repressione delle libertà da parte di un ipotetico regime. Nel 1975 realizza la più celebre delle sue opere con Massimo Sarchielli, Anna, utilizzando il primo videoregistratore portatile open reel da un quarto di pollice arrivato in Italia e presentata nel 1975 al Festival di Berlino, alla Biennale di Venezia e al Festival di Cannes. Nel 1978 gira il film Michele alla ricerca della felicità, scritto e diretto insieme al sociologo Guido Blumir (il quale sarà co-sceneggiatore nel 1983 del film Amore Tossico diretto da Claudio Caligari), sulla condizione carceraria di un detenuto tossicodipendente, commissionato e poi censurato dalla Rai.
Nel 2001 presenta alla 58ª Mostra internazionale d'arte cinematografica di Venezia nella sezione "Nuovi Territori" il film A Proposito degli effetti speciali che omaggia il fotografo e regista surrealista Man Ray, sua fonte d'ispirazione, nel quale Grifi si riprende con l'ausilio di specchi e lenti deformanti narrando l’origine e le modalità della propria sperimentazione. Nel 2004 è interprete del documentario Alberto Grifi a Visioni Sconsigliate (uscito nel 2011) diretto da Flavio Sciolè. Nel 2011 è stato presentato alla Mostra di Venezia I fuori campo di Anna, cinque frammenti inediti delle undici ore di girato del videotape di Anna restaurati dalla Cineteca Nazionale e dal laboratorio La Camera Ottica dell'Università degli studi di Udine, poi distribuiti nel 2025 su RaiPlay.
Nel 2006 nasce, per volontà dello stesso Grifi, l'Associazione Culturale Alberto Grifi con lo scopo di tutelare il patrimonio artistico del regista e di promuovere, incentivare ed attuare iniziative di carattere culturale e artistico; nel 2024 diventa Associazione di Promozione Sociale Alberto Grifi.

## Filmografia

### Regista
- Cyril (una cosa urgente), co-regia di Giorgio Maulini (1960)
- Lariano (1961)
- Nonotte, co-regia di Beppe Lenti - cortometraggio (1961)
- Verifica incerta, co-regia di Gianfranco Baruchello (1964)
- Pezzi dell'Amleto (1966)
- A Saro crescono i capelli per amore (1967)
- Transfert per kamera verso Virulentia - cortometraggio (1967)
- No stop grammatica (1967)
- L'occhio è per così dire l'evoluzione biologica di una lagrima (1967)
- Autoritratto Auschwitz (1967)
- Orgonauti, evviva! (1970)
- Non soffiare nel narghilè (1970)
- Le avventure di Giordano Falzoni - cortometraggio (1970)
- Il grande freddo (1971)
- Vigilando reprimere (1972)
- Anna, co-regia di Massimo Sarchielli (1975)
- Il festival del proletariato giovanile al Parco Lambro (1976)
- L’occupazione degli autoriduttori del convegno sulla follia, co-regia di Franco Barbero, Claudio Caligari (1976)
- Festa del COM nella casa occupata di via Morigi a Milano, co-regia di Franco Barbero, Claudio Caligari (1976)
- Il manicomio - Lia - documentario (1977)
- Il preteso corpo - documentario (1977)
- Non ci sono spini senza rose (1978)
- Michele alla ricerca della felicità, co-regia di Guido Blumir (1978)
- Dinni e la Normalina, ovvero la videopolizia psichiatrica contro i sedicenti nuclei di follìa militante (1978)
- A partire dal dolce (Doux comme saveur), co-regia di Gianfranco Baruchello (1980)
- Manicomio-Arturo Conte (1984)
- Filming Man Ray, co-regia di Agnese e Gianfranco Baruchello (1990)
- Thomas Arlan al Forte Prenestino (1992)
- M’ho visto apparire le pecore, co-regia di Ilka Singelmann (1992)
- Paperina si riguarda (1993)
- La prima volta che Zavattini provò a usare un videotape (1993)
- Leoncavallo, i giorni dello sgombero (1994)
- Grifi spiegato ai bambini - Il mattatoio su internet (1994)
- Addo' sta Rossellini? (1997)
- A proposito degli effetti speciali (2001)
- GRIFI racconta GRIFI (2004)
- Viaggio a Cagliari (2004)
- La spiaggia. Ritratto di Giordano Falzoni (2004)
- In Viaggio con Patrizia (2007)
- Autoritratto Auschwitz/L'Occhio è per così dire l'evoluzione biologica di una lagrima (2007)
- I fuori campo di Anna (2011)